# Susanne Ruoff

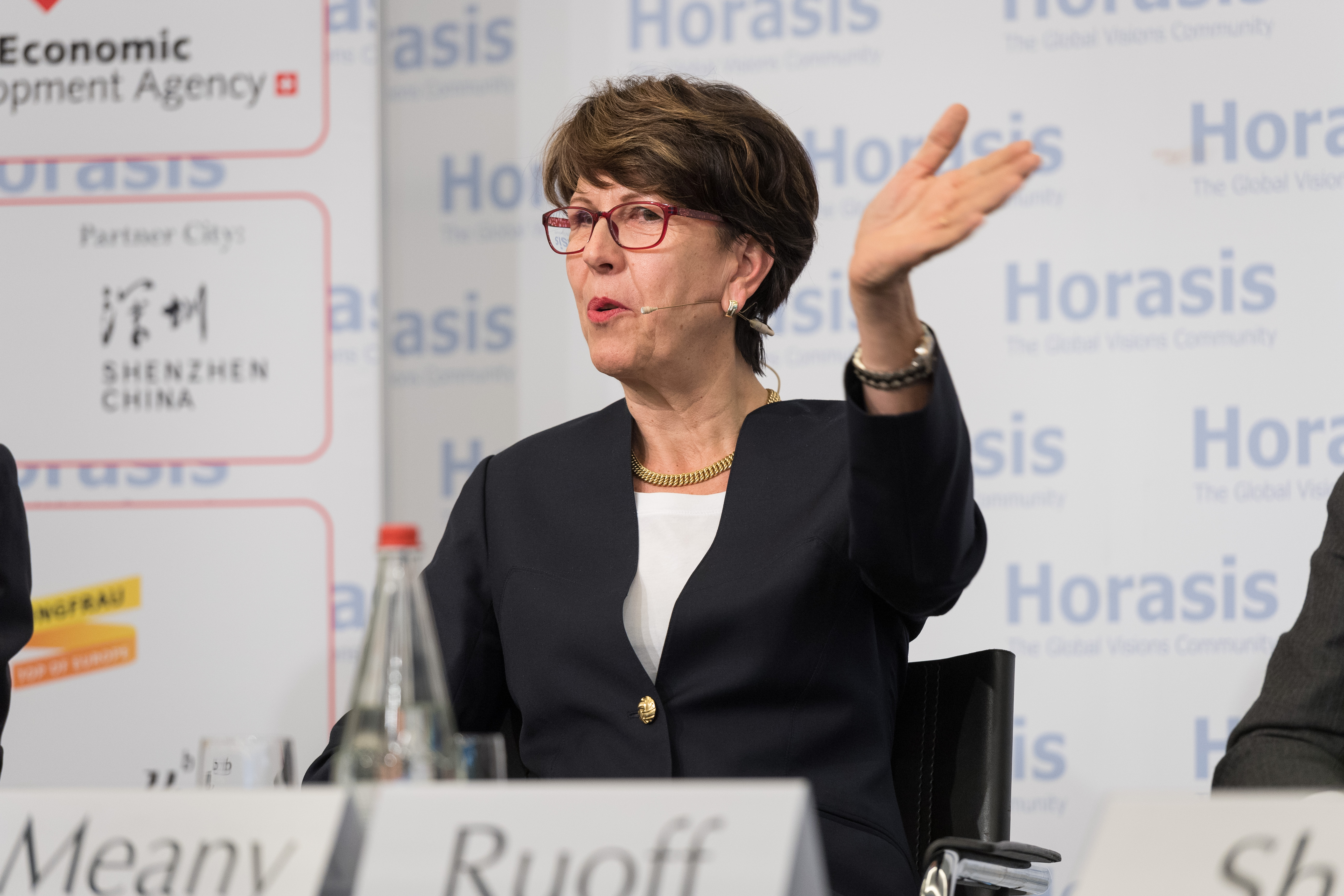
Susanne Ruoff (2016)

Susanne Ruoff (* 29. September 1958 in Zürich; heimatberechtigt in Oberengstringen) ist eine Schweizer Managerin. Sie war von April 2009 bis Februar 2012 Chief Executive Officer (CEO) von BT Switzerland AG, der Schweizer Niederlassung der BT Group. Von 1. September 2012 bis 8. Juni 2018 war sie Konzernleiterin der Schweizerischen Post.

## Leben
Ruoff, Tochter einer Krankenschwester und eines Steuerexperten, wuchs in Zürich auf. Sie machte eine Lehrerausbildung und arbeitete sieben Jahre als Primarlehrerin. Die Zürcherin besitzt ein Diplom der Ökonomie und ist Executive Master of Business Administration (EMBA) in Telekommunikation des International Institute of Management in Technology (iimt) der Universität Freiburg. Sie erwarb den Abschluss Client Executive an der Managementschule Insead in Frankreich und absolvierte an der Universität St. Gallen (HSG) eine Weiterbildung zum Thema Corporate Governance in Executive Boards.
Ab 1989 arbeitete Ruoff für IBM Schweiz in verschiedenen Führungsfunktionen in den Bereichen Marketing, Vertrieb und Dienstleistungsgeschäft und leitete den Geschäftsbereich Öffentliche Verwaltungen. Am Ende ihrer zwanzigjährigen Tätigkeit war sie von 2005 bis 2009 Mitglied der Geschäftsleitung und zuständig für Global Technology Services. Zudem war sie sechs Jahre Stiftungsrätin als Arbeitgebervertreterin der Pensionskasse der IBM Schweiz.
Von April 2009 bis Februar 2012 war sie Chief Executive Officer (CEO) und Länderchefin von BT Switzerland AG, der Schweizer Niederlassung der BT Group.
Im November 2011 wurde sie durch den Verwaltungsrat der Schweizerischen Post zur Konzernleiterin per 1. September 2012 ernannt. Auf den 1. Juni 2012 trat sie in das Unternehmen ein und löste nach einer dreimonatigen Einarbeitungsphase Jürg Bucher an der Spitze der Post ab, der in Pension ging. Ruoff ist die erste Frau in dieser Position. Als Konzernleiterin wurde sie Verwaltungsratsmitglied der Tochtergesellschaft Postfinance AG sowie VR-Präsidentin der Post CH AG, der Post Immobilien AG und der PostAuto AG.
Von 2009 bis 2013 war Ruoff Mitglied des Verwaltungsrats von Geberit, von 2011 bis 2012 war sie Mitglied des Verwaltungsrats der Bedag Informatik AG, dem Informatikunternehmen des Kantons Bern. Des Weiteren war sie bis Frühling 2012 Mitglied des Industrial Advisory Board des Departements Informatik der ETH Zürich.
2017 nahm Ruoff an der Bilderberg-Konferenz teil.
Ruoff trat am 8. Juni 2018 im Zuge der «Postauto-Affäre» um mutmasslich unrechtmässig bezogene Subventionen der PostAuto Schweiz AG während eines Jahrzehnts in der Höhe von 78,3 Millionen Franken zurück. Sie übernahm damit die Gesamtverantwortung, wies aber darauf hin, dass es für die widerrechtliche Buchungspraxis bei PostAuto in der untersuchten Zeit zwischen 2007 und 2015 gewisse Hinweise gegeben hätte, es aber keine Beweise gebe, dass sie von dieser Praxis Kenntnis gehabt habe. Der Untersuchungsbericht folgte am 11. Juni 2018. Ruoffs Nachfolger wurde ad interim Ulrich Hurni, der im April 2019 durch Roberto Cirillo abgelöst wurde.

## Privates
Ruoff ist verheiratet, hat einen erwachsenen Sohn und eine erwachsene Tochter und wohnt in Crans-Montana. Sie gehört keiner Partei an, sieht sich politisch in der Mitte.

## Veröffentlichungen
- Job Sharing und Teilzeit auf Managementebene–Situation in der Schweizerischen IT- und Telekommunikationsindustrie. Executive-Diplomarbeit bei Norbert Thom, Universität Freiburg, 2003.
- Die Rolle des Chief Information Officer in der Schweiz (Memento vom 23. Dezember 2015 im Internet Archive; PDF; 274 kB). IBM Schweiz, Zürich 2006.